# Spider-Man 2
Pour les articles homonymes, voir Spider-Man 2 (homonymie).
Série Spider-Man (2002)
Spider-Man
(2002) Spider-Man 3
(2007)
Pour plus de détails, voir Fiche technique et Distribution.
Spider-Man 2 est un film de super-héros américain de Sam Raimi, sorti en 2004.
C'est la suite de Spider-Man (2002) et précède Spider-Man 3 (2007). Il s'agit du second opus de la série de films adaptée du personnage Spider-Man.

## Synopsis
Cela fait deux ans que Peter Parker passe son temps entre ses cours, ses loisirs et à lutter contre les malfaiteurs sous l'identité de Spider-Man. Mary Jane Watson doit bientôt épouser John Jameson, le fils de J. Jonah Jameson (le rédacteur en chef du Daily Bugle). Harry Osborn cherche toujours à se venger de l'homme-araignée qu'il tient pour responsable de la mort de son père, Norman Osborn. Peter ne parvient pas à retrouver un équilibre de vie, car il arrive en retard à presque tous ses cours et a du mal à gagner de l'argent pour payer son loyer.
Dans le cadre d'un projet financé par Oscorp, Harry invite Peter à rencontrer le docteur Otto Octavius qui, persuadé d'avoir découvert une source d'énergie aussi puissante et renouvelable à volonté, semblable au soleil, a mis au point des bras mécaniques qui permettent de manipuler à distance la fusion. Quelques jours plus tard, Octavius présente son invention à plusieurs personnes, dont Peter et Harry. Mais l'expérience tourne au désastre et Rosie, la femme d'Octavius, meurt causé par des débris de verre, tandis que ce dernier reçoit une décharge électrique, subit une fusion de ses bras avec son corps et perd connaissance. Spider-Man arrive à stopper la catastrophe de justesse, sauve la vie de Harry, mais celui-ci est désormais ruiné à la suite de l'échec d'Octavius. Il se met à élaborer un plan pour se venger de Spider-Man, qui, selon lui, l'a humilié en le sauvant.
Alors qu'Octavius doit être opéré afin que ses bras mécaniques lui soient retirés, il tue involontairement les chirurgiens et s'échappe de l'hôpital. Désormais contrôlé mentalement par les bras, il décide de tout mettre en œuvre pour améliorer sa création. Il se rend à une banque accomplir un casse, alors que tante May et Peter y sont en rendez-vous. Le jeune homme enfile son costume de Spider-Man et combat Octopus qui enlève tante May. Il la sauve de justesse, mais le scientifique parvient à s'enfuir.
Cependant, par lassitude vis-à-vis de son rôle de Spider-Man, il perd momentanément à plusieurs reprises ses pouvoirs. Après avoir déçu Mary-Jane pour avoir une fois de plus manqué sa pièce et subi la colère de Harry qui le soupçonne de couvrir celui qu'il tient pour responsable de la mort de son père, il découvre également que Mary-Jane est sur le point de se marier avec le fils de Jameson. Perdu, après s'être rendu compte que ses pouvoirs semblent disparaitre et fatigué de voir sa vie échouer à cause de Spider-Man, Peter décide d'arrêter d'être un super-héros et jette son costume dans une poubelle (il sera récupéré quelques jours plus tard par Jameson qui l'exposera comme trophée dans son bureau). Dès lors, Peter redevient un élève studieux, parvient à retrouver un équilibre de vie correct et tente de rattraper le temps perdu avec Mary-Jane, pourtant déjà fiancée. Il éprouve d'ailleurs le besoin d'avouer à sa tante May de lui faire part du lourd secret qui le hante. Il raconte tout ce qui s'est passé exactement le soir du meurtre de l'Oncle Ben, et pourquoi sa responsabilité y est engagée. Hélas, le fait d'avoir abandonné son costume de Spider-Man n'a fait qu'augmenter le nombre de crimes, ce qui inquiètent les habitants de New York.
Plus tard, Tante May remercie Peter de lui avoir avouée la vérité. Après avoir pris conscience de l'affection que nombre de personnes portent à Spider-Man, et après ne pas avoir pu sauver tout le monde dans un incendie (il est parvenu à sauver au péril de sa vie une petite fille sans ses pouvoirs), Peter commence à remettre en cause son choix d'avoir abandonné son rôle de super-héros. Pendant ce temps, Octavius et Harry passent un accord: en échange du Titrium, le second demande au premier de lui livrer Spider-Man vivant.
Alors que Mary Jane invite Peter à boire un verre afin de lui parler de leur relation, elle est enlevée par le docteur Octopus qui demande à Peter de trouver Spider-Man. Ayant retrouvé pleinement ses pouvoirs, Peter reprend en douce son costume à Jameson et part sauver MJ. Un violent combat contre Octopus s'engage sur un train, mais celui-ci finit par s'échapper et laisse Peter arrêter le train qu'il a rendu incontrôlable. Ayant dû enlever son masque, de nombreux passagers découvrent son visage mais, reconnaissants et heureux de le retrouver, jurent de n'en parler à personne et lui rendent le masque. Octopus revient brusquement, assomme Spider-Man et l’emmène auprès Harry.
Ce dernier retire le masque de Spider-Man et découvre, avec effarement, qu'il s'agit de Peter. Après avoir pu convaincre Harry de dire où se trouve Octopus et appris sa volonté de réitérer l'expérience dramatique du début du film, Peter va à l'entrepôt délabré, affronte Octopus et sauve MJ qui découvre, à son tour, que Peter est Spider-Man. Ce dernier parvient à raisonner Octavius sur la folie de son expérience qui évolue de la même manière que la première fois et menace maintenant la ville de New-York et le monde. Le savant reprend le contrôle de ses bras et se sacrifie en noyant la source d'énergie incontrôlable dans le fleuve. Peter avoue alors à Mary Jane ses sentiments, mais lui dit qu'ils ne pourront jamais être ensemble, car son rôle de justicier passera toujours avant elle.
Pendant ce temps, Harry est chez lui et a des hallucinations de son père qui l'incite de se venger. Pris de folie, il lance la dague qu'il tenait dans le miroir de son salon et découvre le laboratoire caché de son père truffé de techniques de pointe et son costume de Bouffon Vert.
Le lendemain, Mary Jane doit se marier, mais finalement, renonce au dernier moment. Elle va chez Peter et lui dit qu'elle est prête à accepter son rôle de justicier, qu'elle l'aime et que c'est désormais son tour de veiller sur lui. Peter et MJ finissent par s'embrasser. Une sirène de police retentit dehors, Peter enfile sa tenue de Spider-Man et laisse une Mary-Jane pensive qui attend impatiemment son retour.

## Fiche technique
Sauf indication contraire, les informations mentionnées dans cette section peuvent être confirmées par les bases de données cinématographiques IMDb et Allociné,  présentes dans la section « Liens externes ».
- Titre original : Spider-Man 2
- Réalisation : Sam Raimi

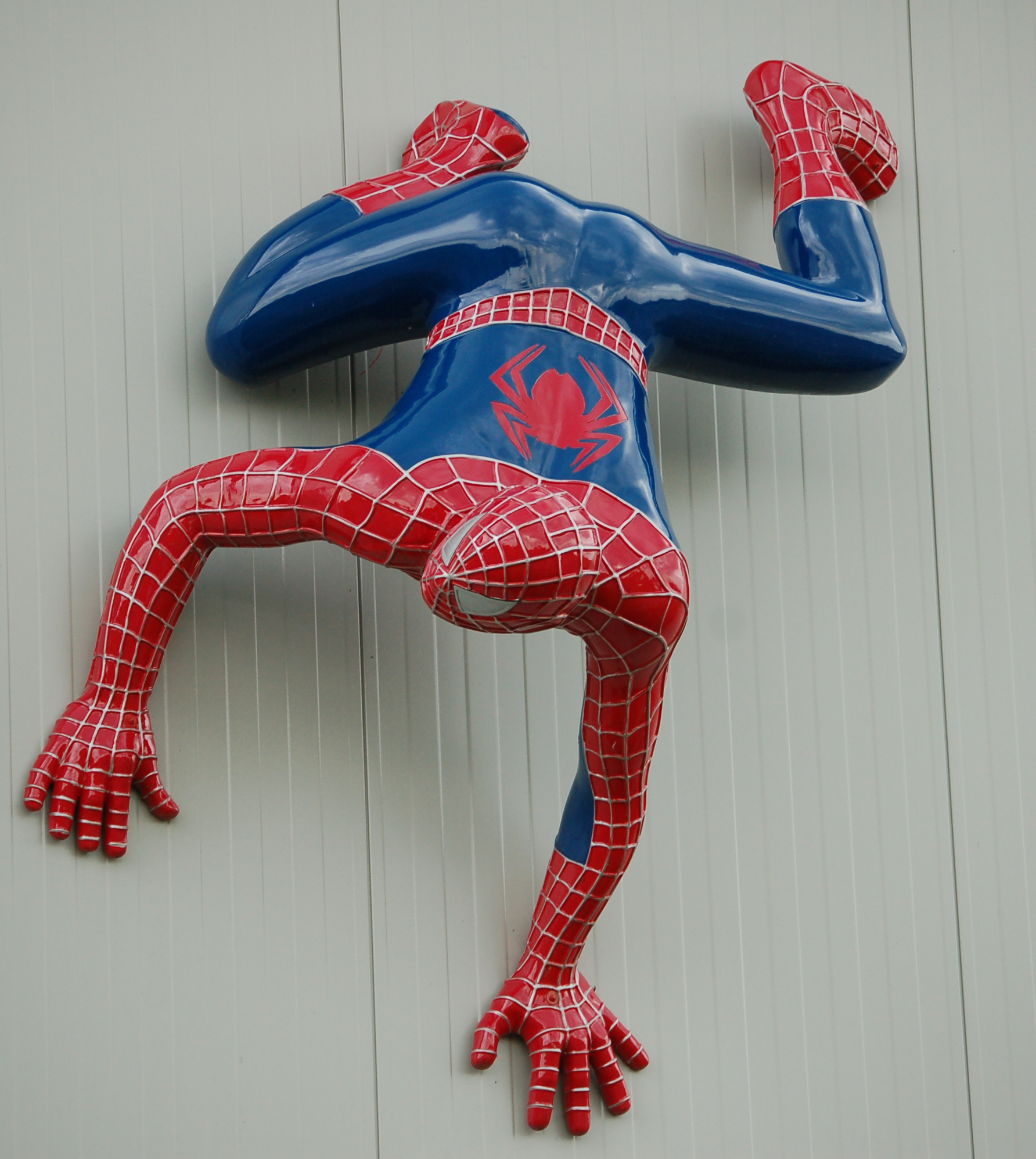

- Scénario : Alvin Sargent, avec la participation non créditée de David Koepp[1], d'après une histoire de Alfred Gough, Miles Millar et Michael Chabon, d'après les comics Spider-Man créés par Stan Lee et Steve Ditko
- Musique : Danny Elfman
- Direction artistique : Jeff Knipp, Scott P. Murphy, Steve Saklad, Thomas Valentine et Thomas P. Wilkins
- Décors : Neil Spisak (de)
- Costumes : James Acheson et Gary Jones (en)
- Photographie : Bill Pope
- Son : Jeffrey J. Haboush (en), Kevin O'Connell, Greg P. Russell (en)
- Montage : Bob Murawski
- Production : Laura Ziskin, Avi Arad et Lorne Orleans
  - Production déléguée : Stan Lee, Kevin Feige et Joseph M. Caracciolo (it)
  - Coproduction : Grant Curtis (en)
- Sociétés de production[2] : Marvel Enterprises et Laura Ziskin Productions, présenté par Columbia Pictures
- Sociétés de distribution : Columbia Pictures (États-Unis et Québec) ; Columbia TriStar Films (France et Belgique) ; Buena Vista International (Suisse romande)
- Budget : 210 millions de $[3]
- Pays de production :  États-Unis
- Langues originales : anglais, russe, chinois
- Format[4] : couleur (DeLuxe) — 35 mm / 65 mm — 2,39:1 — son DTS | Dolby Digital | SDDS | Dolby Atmos
- Genre : fantastique, action, aventures, super-héros
- Durée : 127 minutes ; 135 minutes (version longue 2.1 de 2007)
- Dates de sortie[5] :
  - États-Unis : 30 juin 2004 (sortie nationale) ; 23 juillet 2004 (sortie en IMAX) ; 2 mai 2007 (Festival du film de Tribeca)
  - Québec : 30 juin 2004[6]
  - Suisse romande : 7 juillet 2004[7]
  - France, Belgique : 14 juillet 2004[8]
- Classification[9] :
  - États-Unis : accord parental recommandé, film déconseillé aux moins de 13 ans (PG-13 - Parents Strongly Cautioned)[Note 1]
  - France : tous publics[10]
  - Belgique : tous publics (Alle Leeftijden)[8]
  - Suisse romande : interdit aux moins de 12 ans[11]
  - Québec : tous publics - déconseillé aux jeunes enfants (G - General Rating)[6]

## Distribution
- Tobey Maguire (VF : Damien Witecka ; VQ : Hugolin Chevrette-Landesque) : Peter Parker / Spider-Man
- Kirsten Dunst (VF : Marie-Eugénie Maréchal ; VQ : Aline Pinsonneault) : Mary Jane Watson
- James Franco (VF : Philippe Valmont ; VQ : Antoine Durand) : Harry Osborn
- Alfred Molina (VF : Gabriel Le Doze ; VQ : Luis de Cespedes) : Dr Otto Octavius / Docteur Octopus
- Rosemary Harris (VF : Monique Martial ; VQ : Françoise Faucher) : May Parker
- J. K. Simmons (VF : Jean Barney ; VQ : Pierre Chagnon) : J. Jonah Jameson
- Donna Murphy (VF : Anne Jolivet ; VQ : Élise Bertrand) : Rosalie Octavius
- Daniel Gillies (VF : Fabrice Josso ; VQ : Jean-François Beaupré) : John Jameson
- Dylan Baker (VF : Philippe Crubézy ; VQ : Pierre Auger) : Dr Curt Connors
- Bill Nunn (VF : Luc Florian ; VQ : Marc Bellier) : Joseph « Robbie » Robertson
- Ted Raimi (VF : Alexandre Gillet ; VQ : Louis-Philippe Dandenault) : Hoffman
- Aasif Mandvi (VF : Asil Rais ; VQ : Tristan Harvey) : M. Aziz
- Elizabeth Banks (VF : Odile Cohen ; VQ : Natalie Hamel-Roy) : Miss Brant
- Willem Dafoe (VF : Éric Herson-Macarel ; VQ : Guy Nadon) : Norman Osborn
- Cliff Robertson (VF : Marc Cassot ; VQ : Denis Mercier) : Ben Parker
- Kelly Connell (en) (VF : Pierre Tessier) : Dr Joey Isaacs
- Gregg Edelman (en) (VF : Maurice Decoster) : Dr Wally Davis
- Reed Diamond (VF : Pierre-François Pistorio) : Algernon
- Vanessa Ferlito (VF : Sylvie Jacob) : Louise
- Elya Baskin (VF : Alexandre Arbatt ; VQ : Jean-Luc Montminy) : M. Ditkovitch
- Mageina Tovah (VF : Dinara Droukarova) : Ursula Ditkovitch
- Joel McHale (VF : Marc Saez) : M. Jacks
- Bruce Campbell (VF : Pierre Forest) : le portier du théâtre
- Emily Deschanel : Tanya Linovitch, la réceptionniste désagréable
- Hal Sparks (VF : Mathias Kozlowski) : l'homme dans l'ascenseur
- Phil LaMarr : un passager du train
- Brianna Brown : jeune mère train
- Brent Briscoe : l'éboueur
- John Landis : un docteur
- Daniel Dae Kim : Raymond, l'assistant du Docteur Octavius
- Elyse Dinh : la chinoise qui joue le violon dans les rues de time square
- Stan Lee : le vieil homme qui sauve une passante lors du hold-up (caméo)
- Doublure de l'acteur Thomas Jane : Frank Castle / Le Punisher (caméo)

## Production

### Genèse et développement
Peu de temps après avoir terminé Spider-Man (2002), le réalisateur Sam Raimi commence à développer une suite. En avril 2002, Sony engage Alfred Gough et Miles Millar pour écrire un script avec le Docteur Octopus, le Lézard et la Chatte noire comme antagonistes. Le 8 mai 2002, après le week-end d'ouverture de Spider-Man au box-office, Sony Pictures annonce officiellement une suite pour 2004. Ce projet est alors intitulé The Amazing Spider-Man. Le film aura un budget de 200 millions. En mai 2002, David Koepp, scénariste du premier film, rejoint le projet pour travailler sur le script d'Alfred Gough et Miles Millar.
En septembre 2002, Michael Chabon est engagé pour des réécritures. Sa version propose un Octopus plus jeune et sous le charme de Mary Jane. Il est aussi présenté comme le créateur de l'araignée qui a piqué Peter dans le précédent film. Il propose un antidote à Peter pour lui ôter ses pouvoirs.
Sam Raimi n'est pas convaincu par ces différentes versions du scénario et collabore alors avec Alvin Sargent. Sam Raimi pense que le film doit se focaliser sur la thématique du conflit qui anime Peter, partagé entre ses désirs personnels et ses responsabilités. Sam Raimi explique que l'intrigue est influencée par Superman 2 (Richard Lester, 1980). L'histoire s'inspire par ailleurs du numéro 50 de la série de comics The Amazing Spider-Man, Spider-Man No More!. Il est ensuite décidé que le Docteur Octopus est conservé comme « vilain » principal. Cependant, Sam Raimi change le passé du personnage en ajoutant l'idée qu'Otto Octavius est un héros aux yeux de Peter.
Après The Amazing Spider-Man, plusieurs titres sont envisagés : Spider-Man: No More, Spider-Man 2 Lives ou encore Spider-Man: Unmasked, avant d'être simplement titré Spider-Man 2.

### Attribution des rôles
Pris de sévères douleurs au dos, Tobey Maguire a longtemps été incertain. Jake Gyllenhaal a alors été contacté pour reprendre le rôle de Peter Parker. Alors qu'il avait déjà entamé une préparation physique, le retour de Tobey Maguire a finalement été confirmé. 15 ans plus tard, Jake Gyllenhaal incarnera Mystério dans Spider-Man: Far From Home (2019).
Pour le rôle de Docteur Octopus, les premiers choix sont Robert De Niro (qui avait été sollicité pour incarner le Bouffon Vert lors du précédent opus), Sam Neill, Ed Harris, David Duchovny, Liev Schreiber et Chris Cooper (ce dernier incarnera finalement Norman Osborn dans The Amazing Spider-Man : Le Destin d'un héros  sorti en 2014). Le rôle d'Octopus revient finalement à Alfred Molina. Sam Raimi avait très apprécié sa performance dans Frida (2002).
Le retour de Willem Dafoe en Norman Osborn n'est initialement pas prévu. L'acteur s'aperçoit un jour que l'équipe tourne non loin de chez lui et il décide de leur rendre visite. La production décide alors de lui proposer un caméo.
Jerry O'Connell avait auditionné pour le rôle de John Jameson, qui revient finalement à Daniel Gillies.
Bruce Campbell, le héros de la trilogie Evil Dead (également réalisée par Sam Raimi), joue le rôle du portier intransigeant du théâtre. Il incarnait l'annonceur du combat de catch dans le premier film. Il tiendra un autre rôle dans Spider-Man 3, celui du maître d'hôtel du restaurant dans lequel Peter veut demander sa main à Mary Jane.

### Tournage

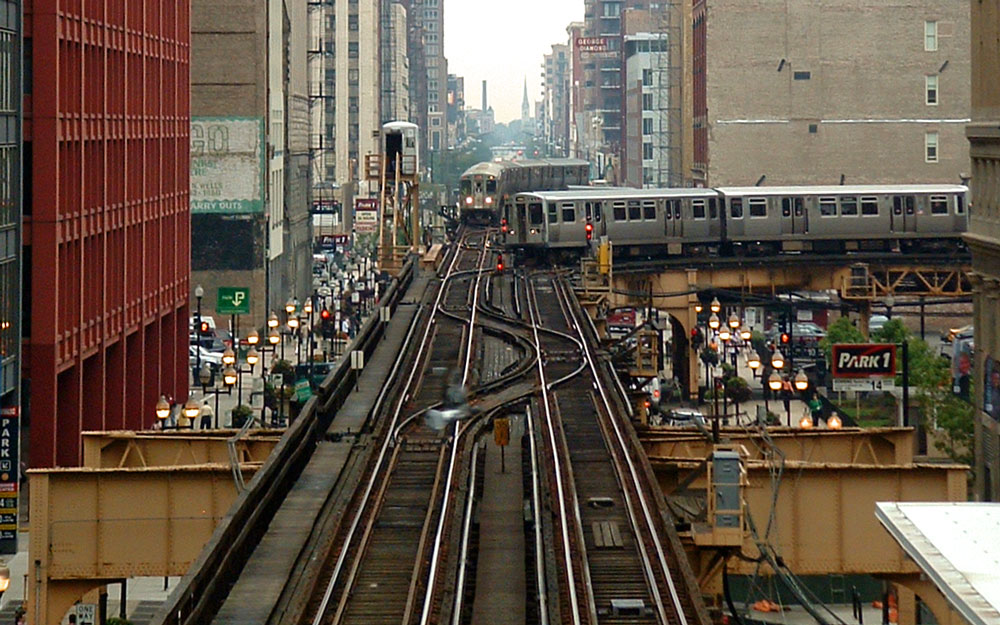
Union Loop de Chicago

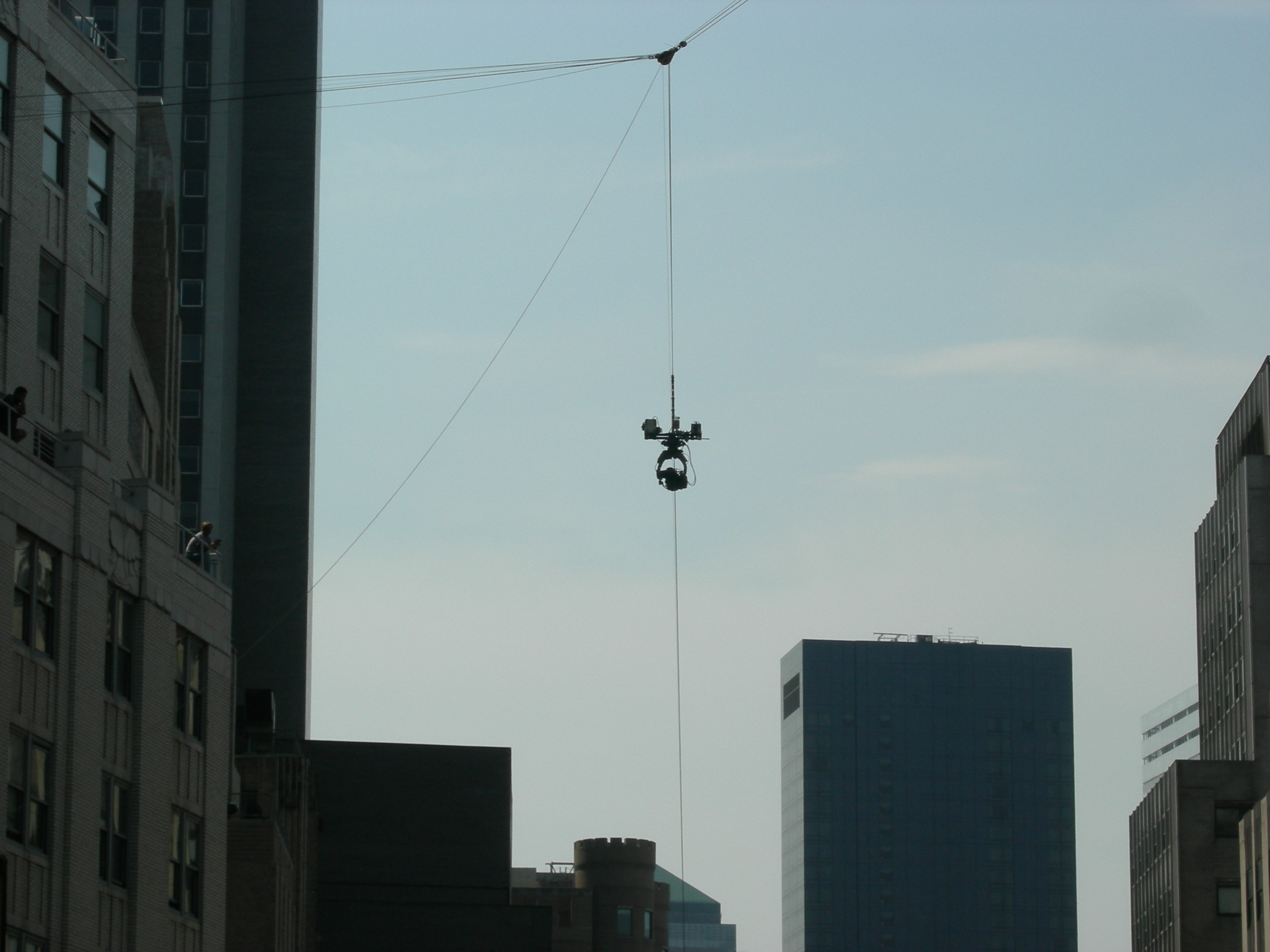
Une Spydercam

Un « pré-tournage » a lieu durant deux jours en novembre 2002 à l'Union Loop de Chicago, en partie utilisé pour le combat ferroviaire entre Octopus et Spider-Man. Plusieurs wagons 2200 series du métro de Chicago sont utilisés. Le tournage principal débute le 12 avril 2003 à New York. En mai, la production déménage en Californie. De nombreux plateaux de tournage sont utilisés, notamment les Sony Pictures Studios.
La Spydercam est beaucoup plus utilisée ici que dans le précédent opus.

## Musique

### Spider-Man 2 - Original Motion Picture Score
Comme pour le premier film, la bande originale est composée par Danny Elfman. L'album Spider-Man 2 - Original Motion Picture Score sort en 2004.

### Spider-Man 2 - Music From and Inspired by
Cet album, sous le nom Spider-Man 2 - Music From and Inspired by, reprend deux titres de Danny Elfman Spidey Suite et Doc Ock Suite et plusieurs morceaux, dont Woman du groupe Maroon 5. Il sort également en 2004.

## Accueil

### Accueil critique
Le film a reçu des critiques extrêmement positives pour les acteurs, l'histoire, le scénario, les scènes d'actions et les effets spéciaux Spider-Man 2 est considéré comme l'un des meilleurs films de super-héros de l'histoire.

### Box-office
- Nombre d'entrées en France : 5 335 224
- Recettes États-Unis : 373 585 825 $
- Recettes mondiales : 783 766 341 $

## Distinctions
Entre 2004 et 2005, le film Spider-Man 2 a été sélectionné 85 fois dans diverses catégories et a remporté 25 récompenses,.

### Année 2004
| Cérémonie ou récompense                                                  | Catégorie / Récompense                                              | Nommé(es) / Lauréat(es)       | Résultat   |
| ------------------------------------------------------------------------ | ------------------------------------------------------------------- | ----------------------------- | ---------- |
| Association internationale des critiques de musique de film              | Meilleure musique originale d’un film d'action / aventure           | Danny Elfman                  | Nomination |
| Bande-annonce d'or                                                       | Meilleur blockbuster de l'été 2004                                  | Spider-Man 2                  | Nomination |
| Communauté du circuit des récompenses (Awards Circuit Community Awards)  | ACCA des meilleurs effets visuels                                   | Spider-Man 2                  | Lauréat    |
| Festival du film de Hollywood                                            | Prix du cinéma hollywoodien des meilleurs effets visuels de l'année | John Dykstra                  | Lauréat    |
| Prix de l'Institut Américain du Film                                     | Prix AFI du film de l'année                                         | Spider-Man 2                  | Lauréat    |
| Prix du jeune public                                                     | Prix du jeune public du meilleur film de l'été                      | Spider-Man 2                  | Lauréat    |
| Prix Rondo Hatton horreur classique (Rondo Hatton Classic Horror Awards) | Meilleur film                                                       | Sam Raimi                     | Nomination |
| Prix Schmoes d'or                                                        | Schmoes d'or des meilleurs effets spéciaux de l'année               | Spider-Man 2                  | Lauréat    |
| Prix Schmoes d'or                                                        | Schmoes d'or de la meilleure bande-annonce de l'année               | Spider-Man 2                  | Lauréat    |
| Prix Schmoes d'or                                                        | Schmoes d'or de la meilleure scène d'action de l'année              | "Séquence de train surélevée" | Lauréat    |
| Prix Schmoes d'or                                                        | Film préféré de l'année                                             | Spider-Man 2                  | Nomination |
| Prix Schmoes d'or                                                        | Film le plus surestimé de l'année                                   | Spider-Man 2                  | Nomination |
| Prix Schmoes d'or                                                        | Affiche de cinéma préférée de l'année                               | Spider-Man 2                  | Nomination |
| Prix Schmoes d'or                                                        | Meilleur DVD / Blu-Ray de l'année                                   | Spider-Man 2                  | Nomination |
| Prix Schmoes d'or                                                        | Personnage le plus cool de l'année                                  | Docteur Octopus               | Nomination |

### Année 2005
| Cérémonie ou récompense                                                                     | Catégorie / Récompense                                                                    | Nommé(es) / Lauréat(es) | Résultat   |
| ------------------------------------------------------------------------------------------- | ----------------------------------------------------------------------------------------- | --- | ---------- |
| Académie des films de science-fiction, fantastique et d'horreur - Prix Saturn               | Prix Saturn du meilleur film fantastique                                                  | Spider-Man 2 | Lauréat    |
| Académie des films de science-fiction, fantastique et d'horreur - Prix Saturn               | Prix Saturn du meilleur acteur                                                            | Tobey Maguire | Lauréat    |
| Académie des films de science-fiction, fantastique et d'horreur - Prix Saturn               | Prix Saturn de la meilleure réalisation                                                   | Sam Raimi | Lauréat    |
| Académie des films de science-fiction, fantastique et d'horreur - Prix Saturn               | Prix Saturn du meilleur scénario                                                          | Alvin Sargent | Lauréat    |
| Académie des films de science-fiction, fantastique et d'horreur - Prix Saturn               | Prix Saturn des meilleurs effets spéciaux                                                 | John Dykstra, Scott Stokdyk, Anthony LaMolinara et John Frazier                                                                                   | Lauréat    |
| Académie des films de science-fiction, fantastique et d'horreur - Prix Saturn               | Meilleur acteur dans un second rôle                                                       | Alfred Molina | Nomination |
| Académie des films de science-fiction, fantastique et d'horreur - Prix Saturn               | Meilleure musique                                                                         | Danny Elfman | Nomination |
| Académie des films de science-fiction, fantastique et d'horreur - Prix Saturn               | Meilleure édition spéciale DVD                                                            | Pour l'édition spéciale | Nomination |
| Association des critiques de cinéma                                                         | Prix Critics Choice du meilleur film populaire                                            | Spider-Man 2 | Lauréat    |
| Association des critiques de cinéma                                                         | Meilleur film familial                                                                    | Spider-Man 2 | Nomination |
| Association du cinéma et de la télévision en ligne                                          | Prix OFTA des meilleurs effets visuels                                                    | John Dykstra, Scott Stokdyk, Anthony LaMolinara et John Frazier                                                                                   | Lauréat    |
| Association du cinéma et de la télévision en ligne                                          | Meilleur mixage sonore                                                                    | Kevin O'Connell, Greg P. Russell, Jeffrey J. Haboush et Joseph Geisinger                                                                          | Nomination |
| Association du cinéma et de la télévision en ligne                                          | Meilleur montage d'effets sonores                                                         | Paul N. J. Ottosson | Nomination |
| Association du cinéma et de la télévision en ligne                                          | Séquence des meilleurs titres                                                             | Récapitulatif du premier film à travers des dessins de bande dessinée                                                                             | Nomination |
| Cercle des critiques de cinéma de Londres                                                   | Meilleur acteur britannique dans un second rôle                                           | Alfred Molina | Nomination |
| Éditeurs de sons de films                                                                   | Meilleur montage sonore dans les fonctionnalités nationales - Effets sonores et bruitages | Paul N. J. Ottosson, Christopher Flick, Scott G.G. Haller, Reuben Simon, Jussi Tegelman, Lisa Hannan, Ai-Ling Lee, Martin Lopez et Bernard Weiser | Nomination |
| MTV - Prix du film et de la télévision                                                      | Meilleur film                                                                             | Spider-Man 2 | Nomination |
| MTV - Prix du film et de la télévision                                                      | Meilleur méchant                                                                          | Alfred Molina | Nomination |
| MTV - Prix du film et de la télévision                                                      | Meilleure scène d'action                                                                  | pour la bataille du métro | Nomination |
| MTV - Prix du film et de la télévision                                                      | Meilleur héros                                                                            | Tobey Maguire | Nomination |
| NRJ Ciné Awards                                                                             | NRJ Ciné Award de la meilleure baston                                                     | Spider-Man 2 | Lauréat    |
| Oscars                                                                                      | Oscar des meilleurs effets visuels                                                        | John Dykstra, Scott Stokdyk, Anthony LaMolinara et John Frazier                                                                                   | Lauréat    |
| Oscars                                                                                      | Meilleur mixage de son                                                                    | Kevin O'Connell, Greg P. Russell, Jeffrey J. Haboush et Joseph Geisinger                                                                          | Nomination |
| Oscars                                                                                      | Meilleur montage de son                                                                   | Paul N. J. Ottosson | Nomination |
| Prix AARP Films pour adultes (AARP Movies for Grownups Awards)                              | Prix des films pour adultes du meilleur scénariste                                        | Alvin Sargent | Lauréat    |
| Prix BMI du cinéma et de la télévision                                                      | Prix BMI de la meilleure musique de film                                                  | Danny Elfman | Lauréat    |
| Prix du choix des enfants                                                                   | Film préféré                                                                              | Spider-Man 2 | Nomination |
| Prix du choix des enfants                                                                   | Acteur de cinéma préféré                                                                  | Tobey Maguire | Nomination |
| Prix du cinéma en ligne italien (IOMA) (Italian Online Movie Awards (IOMA))                 | Meilleure chanson originale                                                               | pour la chanson "Someone to Die For" | Nomination |
| Prix du cinéma en ligne italien (IOMA) (Italian Online Movie Awards (IOMA))                 | Meilleurs effets visuels                                                                  | Spider-Man 2 | Nomination |
| Prix du cinéma en ligne italien (IOMA) (Italian Online Movie Awards (IOMA))                 | Meilleurs effets sonores                                                                  | Spider-Man 2 | Nomination |
| Prix du Derby d'or                                                                          | Meilleur montage sonore / effets sonores                                                  | Paul N. J. Ottosson, Kevin O'Connell, Greg P. Russell, Jeffrey J. Haboush et Joseph Geisinger                                                     | Nomination |
| Prix du Derby d'or                                                                          | Meilleurs effets visuels                                                                  | John Dykstra, Scott Stokdyk, Anthony LaMolinara et John Frazier                                                                                   | Nomination |
| Prix du guide de cinéma (MovieGuide Awards)                                                 | Prix du guide de cinéma du meilleur film pour un public mature                            | Spider-Man 2 | Lauréat    |
| cPrix du jeune public                                                                       | Meilleur méchant                                                                          | Alfred Molina | Nomination |
| Prix du public                                                                              | Film préféré                                                                              | Spider-Man 2 | Nomination |
| Prix du public                                                                              | Suite préférée                                                                            | Spider-Man 2 | Nomination |
| Prix du public                                                                              | Acteur de vilain préféré                                                                  | Alfred Molina | Nomination |
| Prix du public                                                                              | Alchimie à l'écran préférée                                                               | Kirsten Dunst et Tobey Maguire | Nomination |
| Prix Empire                                                                                 | Prix Empire du meilleur réalisateur                                                       | Sam Raimi | Lauréat    |
| Prix Empire                                                                                 | Meilleur film                                                                             | Spider-Man 2 | Nomination |
| Prix Empire                                                                                 | Meilleur acteur                                                                           | Tobey Maguire | Nomination |
| Prix Empire                                                                                 | Meilleure actrice                                                                         | Kirsten Dunst | Nomination |
| Prix Empire                                                                                 | Meilleure scène de l'année                                                                | Spiderman combat le Dr Octopus dans le train | Nomination |
| Prix exclusifs DVD (DVD Exclusive Awards)                                                   | Meilleur DVD global, nouveau film (y compris toutes les fonctionnalités bonus)            | Sony Pictures Entertainment | Nomination |
| Prix Hugo                                                                                   | Meilleure présentation dramatique (format long)                                           | Sam Raimi, Alvin Sargent, Alfred Gough, Miles Millar, Michael Chabon, Stan Lee et Steve Ditko                                                     | Nomination |
| Prix internationaux du cinéma en ligne (INOCA) (International Online Cinema Awards (INOCA)) | Meilleur mixage sonore                                                                    | Kevin O'Connell, Greg P. Russell, Jeffrey J. Haboush et Joseph Geisinger                                                                          | Nomination |
| Prix internationaux du cinéma en ligne (INOCA) (International Online Cinema Awards (INOCA)) | Meilleur montage de film                                                                  | Bob Murawski | Nomination |
| Prix internationaux du cinéma en ligne (INOCA) (International Online Cinema Awards (INOCA)) | Meilleur montage sonore                                                                   | Paul N. J. Ottosson | Nomination |
| Prix internationaux du cinéma en ligne (INOCA) (International Online Cinema Awards (INOCA)) | Meilleurs effets visuels                                                                  | Spider-Man 2 | Nomination |
| Prix Satellites                                                                             | Prix Satellite d'or du meilleur ensemble de DVD                                           | Spider-Man 2 | Lauréat    |
| Prix Satellites                                                                             | Meilleur acteur dans un second rôle dans un film dramatique                               | Alfred Molina | Nomination |
| Prix Satellites                                                                             | Meilleure musique de film                                                                 | Danny Elfman | Nomination |
| Prix Satellites                                                                             | Meilleure photographie                                                                    | Bill Pope et Anette Haellmigk | Nomination |
| Prix Satellites                                                                             | Meilleurs effets visuels                                                                  | John Dykstra, Scott Stokdyk, Anthony LaMolinara et John Frazier                                                                                   | Nomination |
| Prix Satellites                                                                             | Meilleur montage                                                                          | Bob Murawski | Nomination |
| Prix Satellites                                                                             | Meilleur son (montage et mixage)                                                          | Paul N. J. Ottosson, Kevin O'Connell, Greg P. Russell, Jeffrey J. Haboush, Joseph Geisinger et Susan Dudeck                                       | Nomination |
| Prix Satellites                                                                             | Meilleur DVD supplémentaire                                                               | Spider-Man 2 | Nomination |
| Récompenses des arts du cinéma et de la télévision de la British Academy (BAFTA)            | Meilleur son                                                                              | Paul N. J. Ottosson, Kevin O'Connell, Greg P. Russell et Jeffrey J. Haboush                                                                       | Nomination |
| Récompenses des arts du cinéma et de la télévision de la British Academy (BAFTA)            | Meilleurs effets visuels                                                                  | John Dykstra, Scott Stokdyk, Anthony LaMolinara et John Frazier                                                                                   | Nomination |
| Société cinématographique américaine de l'audio                                             | Meilleur mixage sonore d'un film                                                          | Joseph Geisinger, Kevin O'Connell, Greg P. Russell et Jeffrey J. Haboush                                                                          | Nomination |
| Société des effets visuels                                                                  | Prix VES du meilleur environnement fictif dans un film en prises de vues réelles          | Dan Abrams, David Emery, Andrew Nawrot et John Hart                                                                                               | Lauréat    |
| Société des effets visuels                                                                  | Prix VES du meilleur compositing dans un film                                             | Colin Drobnis, Greg Derochie, Blaine Kennison et Kenny Lam (pour la séquence du train)                                                            | Lauréat    |
| Société des effets visuels                                                                  | Prix VES de la meilleure performance d'acteur ou d’actrice dans un film à effets spéciaux | Alfred Molina | Lauréat    |
| Société des effets visuels                                                                  | Meilleurs effets visuels dans un film en prises de vues réelles                           | John Dykstra, Lydia Bottegoni, Anthony LaMolinara et Scott Stokdyk                                                                                | Nomination |
| Société des effets visuels                                                                  | Meilleur effet visuel unique de l'année                                                   | John Dykstra, Lydia Bottegoni, Dan Abrams et John Monos (séquence de la tour de l'horloge)                                                        | Nomination |
| Société des effets visuels                                                                  | Meilleurs effets spéciaux dans un film axé sur les effets                                 | John Frazier, Jim Schwalm, James Nagle et David Amborn                                                                                            | Nomination |
| Taurus - Prix mondiaux des cascades                                                         | Trophée Taureau du meilleur cascadeur                                                     | Chris Daniels et Michael Hugghins | Lauréat    |
| Taurus - Prix mondiaux des cascades                                                         | Meilleure cascade automobile                                                              | Tad Griffith, Richard Burden, Scott Rogers, Darrin Prescott et Mark Norby                                                                         | Nomination |
| Taurus - Prix mondiaux des cascades                                                         | Meilleure cascade spécialisée                                                             | Tim Storms, Garrett Warren, Susie Park, Patricia M. Peters, Norb Phillips, Lisa Hoyle, Kevin L. Jackson et Clay Donahue Fontenot                  | Nomination |

## Version 2.1
Une version longue du film sort, pour promouvoir Spider-Man 3, Spider-Man 2.1 disponible en DVD le 4 avril 2007 et en Blu-ray en octobre 2007. Cette version inclut 8 minutes de scènes supplémentaires ou rallongées[réf. nécessaire].

## Clins d’œil
- Comme dans la plupart des films adaptés de Marvel Comics, on peut voir l'apparition très rapide de Stan Lee, le créateur des comics lors du pillage d'une banque par le Docteur Octopus : il est un vieil homme sauvant une passante d'un bloc de roche lui tombant dessus. On le voit à nouveau traversant l'écran en arrière-plan au moment où Peter a perdu ses pouvoirs[28].
- Plusieurs clins d'œil est fait à Evil Dead lors de la scène de l'opération du Dr Octopus où l'un des chirurgiens brandit une tronçonneuse[29]. La présence au casting de l'acteur fétiche de Sam Raimi, Bruce Campbell, ainsi que la Oldsmobile Delta 88 jaune de Ben Parker sont autant de clins d'œil à ce film[30],[31].
- Une référence au personnage de Marvel Comics Doctor Strange se fait entendre, au moment où J.Jonah. Jameson cherche un nom pour le nouvel ennemi de la ville[32]. Dix-huit années plus tard, Sam Raimi réalisera Doctor Strange : Multivers Of Madness[33].
- Le nom du propriétaire de Peter, M. Ditkovitch, est un hommage au créateur de Spider-Man, Steve Ditko[1].
- Hal Sparks apparait durant une courte scène. Il rencontre Spider-Man dans un ascenseur et parle de son costume avec lui. Ce passage peut faire penser à un ancien rôle d'Hal Sparks, celui de Michael Novotny dans Queer as Folk, lui-même passionné par les comics et propriétaire d'un magasin de bande dessinées[1].
- Tobey Maguire a failli ne pas rempiler pour le rôle de Peter Parker à cause de ses problèmes de dos. On peut y imaginer une allusion lors de la scène où Peter saute du toit d'un immeuble (« I'm back! » / « Ça va faire mal ! » en VF) avant de tomber (« Ooooh, my back... » / « Ça fait mal... » en VF).
- Frank Castle / Le Punisher apparait pour la première fois dans un film Spider-Man sous forme de caméo lors de l'une des scènes finales où Mary Jane Watson court en robe de mariée à proximité d'une fontaine[34],[35].